# Stadsholmen

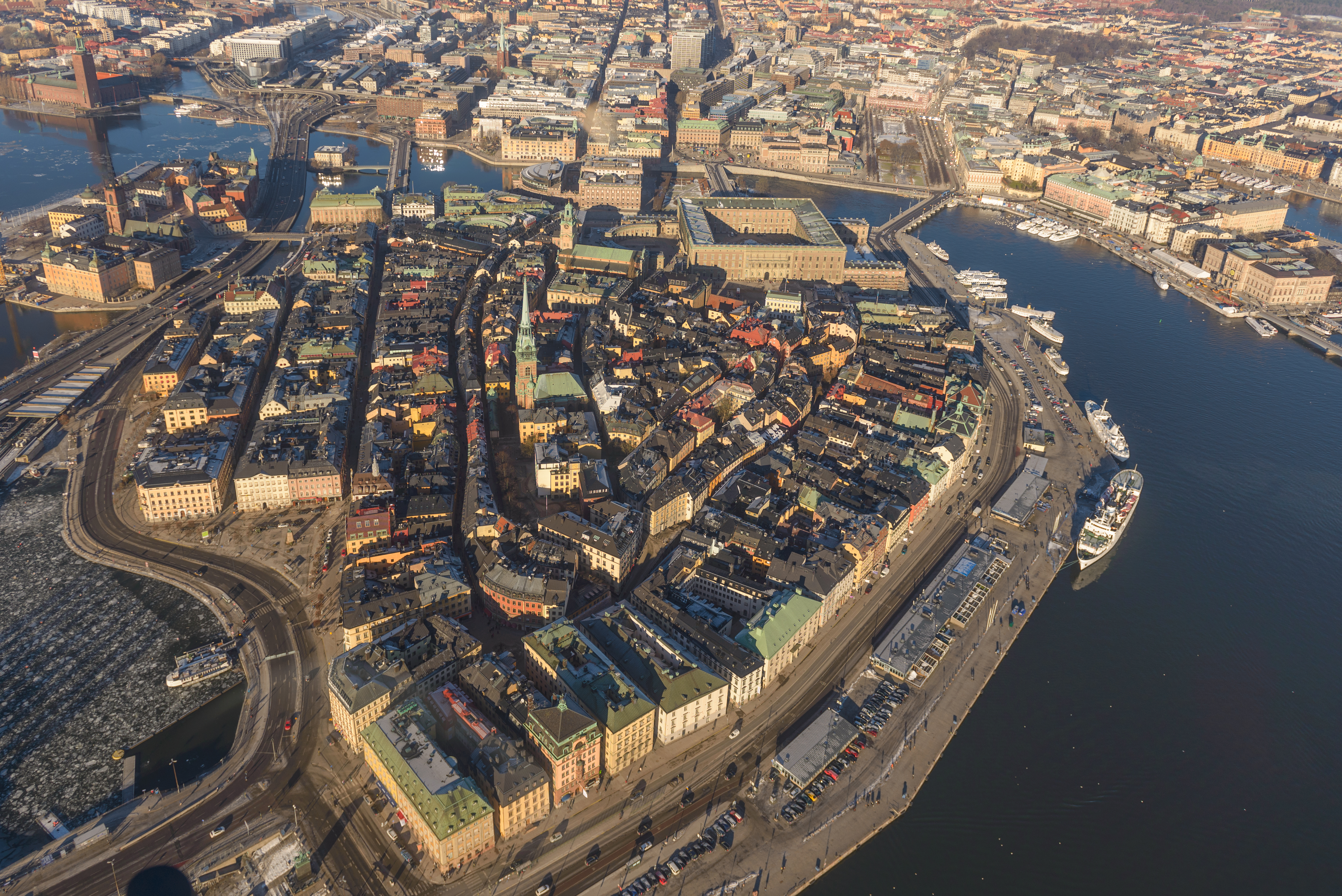
Stadsholmen med Norrström i bakgrunden.

Stadsholmen är en ö i centrala Stockholm omfattande stadsdelen Gamla stan utom Helgeandsholmen och Strömsborg.
Ön är cirka 700 gånger 650 meter stor och omfattar cirka 33 hektar. Strandlinjen är 2 200 meter och nästan helt tillgänglig.
Stadsholmen är förbunden med fastlandet och omkringliggande öar via flera broar:
- Strömbron och Vasabron till Norrmalm
- Norrbro och Stallbron till Helgeandsholmen
- Slussen, Södra Järnvägsbron och Centralbron till Södermalm
- Riddarholmsbron till Riddarholmen
- Norra Järnvägsbron till Tegelbacken